# Anno Mundi
Anno Mundi (latinski: "[u] godini svijeta"), skraćeno AM ili A.M., naziv je kalendarske ere koja godine broji od nastanka svijeta po Bibliji.

## Hebrejski proračun
Godine u hebrejskom kalendaru broje se od godine Postanka. Sustav koji se danas koristi usvojen je negdje prije 3925. AM (165. po. Kr.) i počiva na proračunu u djelu Seder Olam Rabbah rabina Yose Ben Halafte oko 160. po. Kr. Po njegovom proračunu, Adam i Eva stvoreni su u godini 3761. pr. Kr. Hebrejska godina koja se proteže u 2021. – 2022. je 5782. AM po hebrejskom kalendaru.

## Drugi proračuni
Godine svijeta rabili su i ranokršćanski kroničari. Rana crkva u Antiohiji je smatrala da je svijet stvoren 6 000 godina prije Isusovog rođenja Kronikoni Euzebija i Jeronima su Postanak datirali na godinu 5199. pr. n. e. Ranija izdanja Rimske martirologije za Božić su rabili tu godinu, kao i irski Anali Četiri Učitelja.
Ovome u bizantskom kalendaru odgovara Etos Kosmu, koji Postanak datira na 1. rujna 5509. pr. Kr. Ovi "veći" brojevi dobiveni su na osnovi Septuaginte, starog grčkog prijevoda hebrejske biblije.
Srednjovjekovni povjesničar prečasni Bede (8. st.) datirao je Postanak na 18. ožujka 3952. pr. Kr. Anglo-irski prelat James Ussher (1654.) je datirao nastanak svijeta na 23. listopada 4004. pr. Kr. prema julijanskom kalendaru, što bi odgovaralo 21. rujna 4004. pr. Kr. po gregorijanskom. Ovaj nadnevak je u zapadnom svijetu bio prihvaćen do 19. stoljeća.
Ovome je srodna masonska Anno Lucis ("[u] godini Svjetlosti"), era koja dodaje 4 000 godina na godinu nove ere. Ovi "manji" brojevi dobivani su na osnovi latinske Vulgate i novijeg mazoretskog teksta hebrejske biblije.
Kratica AM može se odnositi i na Anno Martyrum, "godinu mučenika" iz koptskog kalendara koja broji godine od 284. – 5. po. Kr.